# Metamya
Metamya is een geslacht van vlinders van de familie spinneruilen (Erebidae), uit de onderfamilie Arctiinae.

## Soorten
- M. bricenoi Rothschild, 1911
- M. chrysonota Hampson, 1898
- M. flavia Schaus, 1898
- M. intersecta Hampson, 1898
- M. picta Druce, 1895